# Stepan Maryanyan
 (mai 2019).
Si vous disposez d'ouvrages ou d'articles de référence ou si vous connaissez des sites web de qualité traitant du thème abordé ici, merci de compléter l'article en donnant les références utiles à sa vérifiabilité et en les liant à la section « Notes et références ».
Stepan Maryanyan (en russe : Степан Марянян, né le 21 septembre 1991 à Dinskaya) est un lutteur russe qui pratique la lutte gréco-romaine.

## Carrière
Il est médaillé d'or des moins de 60 kg aux Jeux européens de 2019 à Minsk.